# Liste der Monuments historiques in Bruges
Die Liste der Monuments historiques in Bruges führt die Monuments historiques in der französischen Gemeinde Bruges auf.

## Liste der Bauwerke
| Bezeichnung      | Beschreibung              | Standort | Kennzeichnung | Schutzstatus | Datum | Bild           |
| ---------------- | ------------------------- | -------- | ------------- | ------------ | ----- | -------------- |
| Schloss Treulon  | Erbaut im 18. Jahrhundert | (Lage)   | PA00083492    | Inscrit      | 1962  |                |
| Kirche St-Pierre | Erbaut im 13. Jahrhundert | (Lage)   | PA00083493    | Inscrit      | 1956  | weitere Bilder |

## Liste der Objekte
- Monuments historiques (Objekte) in Bruges (Gironde) in der Base Palissy des französischen Kultusministeriums